# Setge de Cartagena de Indias
El setge o batalla de Cartagena de Indias va ser l'últim episodi d'un altre dels conflictes armats entre Espanya i Gran Bretanya, succeït durant el segle xviii i conegut com la Guerra de l'orella de Jenkins.

## Antecedents
En aquella època, era important pels britànics de disposar d'indrets forts a la terra ferma del Golf de Mèxic, que volien convertir en britànic, i en el que ja disposaven d'algunes illes.
No era la primera vegada que intentaven posar-hi peu, atacant ciutats o ports poc protegits, a vegades amb èxits temporals, però ràpidament reconquistats pels espanyols. Com a fons de la qüestió, estava el domini dels mars, que els espanyols ostentaven des de feia segles i la Gran Bretanya desitjava obtenir.
Dins d'aquest panorama, els problemes del contraban i la corseria eren normals en l'època i afectaven per igual a les dues potències, encara que amb avantatge espanyol. Els britànics reconeixien haver capturat 231 vaixells espanyols, davant dels 331 britànics capturats pels espanyols.
La història anglesa coneix aquesta guerra pel nom de "Guerra de l'orella de Jenkins". Aquest nom es deu precisament a un dels molts problemes de contraban, succeït el 1738, quan un guardacostes espanyol, a les ordres del capità Julio León Fandiño, havia fet pres en el Carib a un capità contrabandista anglès, Jenkins, i com a càstig li tallà una orella dient-li: Vés i digues-li al teu rei que el mateix que t'he fet li faré, si al mateix s'atreveix.
A l'octubre de 1739, després de conèixer-se l'incident de l'orella, en el Parlament Britànic es considerà la frase de Fandiño una ofensa al rei, mereixedora de la declaració de guerra a Espanya; és a dir, una ocasió més per aconseguir el desitjat predomini de la mar.

## La guerra

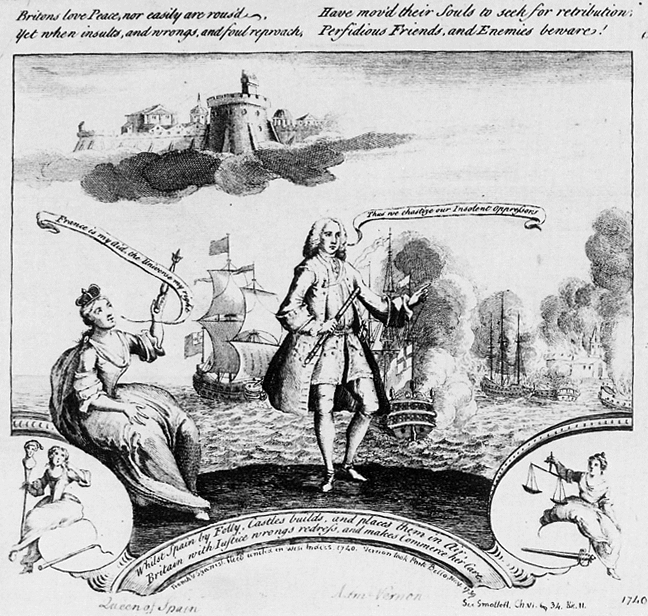
Sàtira britànica de 1740, en la que es pot llegir: "Mentre els espanyols construeixen castells en el cel, el britànics fan del comerç la seva preocupació".

El novembre de 1739, l'almirall Sir Edward Vernon atacà Portobelo en l'istme de Panamà, escassament defensat, amb èxit (succés que dona nom al carrer Portobello Road, en Londres); mentre les forces del capità Anson, amb la nau Septentrió i dos vaixells menors, assetjaven les colònies del Pacífic sur, com a maniobra de distracció, però sense resultats apreciables.
Després de la victòria inicial, Vernon decidí donar un cop més important, pel que reuní una formidable flota de 186 vaixells, amb 28.000 homes, armada amb 2.000 canons, que sortí de Port Royal (Jamaica) i arribà a principis de març de 1741 a Cartagena de Indias, la ciutat més important del Carib, a la que arribaven totes les mercaderies del comerç entre Espanya i les Índies. La flota era probablement la més gran mai reunida, superant en més de 60 vaixells a l'Armada Invencible de Felip II de Castella.

## El setge
La ciutat estava governada pel Virrei Sebastián de Eslava, i defensada militarment per Blas de Lezo, mariner amb experiència en batallar amb els anglesos, que havia demostrat de forma incontestable les seves qualitats com a estrateg, però que només disposava de 4.500 homes i una flota de sis naus (la nao capitana Galícia més els vaixells San Felipe, San Carlos, África, Dragón i Conquistador). La major experiència de Lezo en batalla produí entre el britànics baixes grans en els combats, i les malalties i la fam que van passar els tripulants britànics (perquè els espanyols no els deixaven desembarcar), acabaren amb un complet desastre pels atacants, que es retiraren el 20 de maig de 1741. Havien perdut tants homes que van haver d'incendiar alguns vaixells per falta de tripulants.

## Conseqüències
Edward Vernon va enviar missatges a la Gran Bretanya dient que havia sigut un triomf, i fins i tot es van encunyar medalles en les que es representava a Lezo agenollat i lliurant la seva espasa a Vernon. El 1742 Vernon, sabent de la mort de Lezo, rondà de nou Cartagena, però no s'atreví a atacar.
Els britànics començaren a preguntar-se quan tornarien les naus i homes que faltaven, i quan es descobrí la veritat, el rei Jordi II de Gran Bretanya, avergonyit, prohibí als seus cronistes que fessin menció alguna de tal succés. Vernon va morir el 1757, repudiat i oblidat pel seu poble.
Com a resultat d'aquesta batalla, quedà reafirmat el domini espanyol sobre els mars durant 60 anys més (que es perdria, finalment, a la batalla de Trafalgar) i amb ella la continuació de la rivalitat entre espanyols, francesos i britànics, fins a començaments del segle xix. La Guerra de l'orella de Jenkins s'ajuntaria més tard amb la Guerra de Successió Austríaca, fent que Gran Bretanya i Espanya no firmessin la pau fins al tractat d'Aquisgrà, el 1748 pel que Espanya va renovar tant el «dret d'asiento» com el «navili amb permís» amb els britànics, que s'havia interromput durant la guerra. Amb el Tractat de Madrid de 1750, Gran Bretanya va renunciar a ambdós a canvi d'una indemnització de 100.000 lliures.
És durant aquest conflicte armat, quan la historiografia anglosaxona anomena per primer cop "americans" i no "colons" als residents britànics del Nou Món.